# Paleosiagonium
Paleosiagonium – wymarły rodzaj chrząszczy z rodziny kusakowatych i podrodziny piest. Żył w kredzie.

## Taksonomia
Rodzaj i oba jego gatunki opisane zostały po raz pierwszy w 2016 roku przez Yue Yanli, Gu Junjie, Wang Jinmina i Ren Donga na łamach „Cretaceous Research”. Opisu dokonano na podstawie datowanych na apt skamieniałości odnalezionych w formacji Yixian w Huangbanjigou na terenie miejscowości Chaomidian w chińskiej prowincji Liaoning. Nazwa rodzajowa to połączenie przedrostka paleo- z nazwą Siagonium. Jako gatunek typowy wyznaczono P. adaequatum.
Do rodzaju należą dwa opisane gatunki:
- Paleosiagonium adaequatum Yue et al., 2016
- Paleosiagonium brevelytratum Yue et al., 2016.

Według obecnego stanu wiedzy są to jedyni kopalni przedstawiciele podrodziny Piestinae.

## Morfologia
Chrząszcze o ciele długości od 8 do 11 mm, w zarysie o niemal równoległych bokach.
Głowa była prawie kwadratowa w zarysie, o czole pozbawionym wyrostków grzbietowo-bocznych, skroniach dłuższych niż średnice oczu, przysadzistych żuwaczkach, a szwach gularnych bardzo wąsko pośrodku oddzielonych i wyraźnie ku przodowi i tyłowi rozbieżnych. Czułki budowało jedenaście członów, z których ostatni był duży, podługowato-owalny. U gatunku typowego człon pierwszy był dłuższy od drugiego i oba były wydłużone, u drugiego gatunku człon pierwszy był tak długi jak trzy następne razem wzięte.
Przedplecze było prawie kwadratowe do kwadratowego, o zaokrąglonych kątach tylnych i wąskich hypomerach. Pokrywy były dość krótkie, co najwyżej nieco dłuższe od przedplecza, o zaokrąglonych kątach barkowych, rozbieżnych ku tyłowi brzegach bocznych, pozbawionej szeregów punktów powierzchni i wyraźnie odciętych listewkami epipleurach. Odnóża były chude. Małe, kuliste biodra przedniej pary stykały się ze sobą, podobnie jak poprzecznie trójkątne biodra pary tylnej, natomiast okrągłe biodra pary środkowej były wąsko oddzielone wyrostkiem śródpiersia. Chude golenie przednie nie miały grubych kolców na zewnętrznych krawędziach. Tylne odnóża miały łezkowate krętarze, szeroko wrzecionowate uda i smukłe golenie.
Wydłużony odwłok miał na segmentach od trzeciego do siódmego po jednej parze paratergitów, po jednej parze zakrzywionych listewek nasadowo-bocznych i po dwa żeberka nasadowe. Tylna krawędź ósmego sternitu była niezmodyfikowana, a na sternicie trzecim widniało podłużne żeberko środkowe.